# نشانه استرانسکی
نشانه استرانسکی (انگلیسی: Stransky's sign) یک نشانهٔ بالینی است که در آن دورکردن شدید و به دنبال آن آزاد شدن ناگهانی انگشت کوچک پا باعث ایجاد رفلکس کف پا می‌شود. این بیماری در افراد مبتلا به ضایعات دستگاه هرمی یافت می‌شود و یکی از انواع رفلکس‌های شبه بابینسکی است.
این نشانهٔ پزشکی به نام اروین استرانسکی (۱۹۶۲–۱۸۷۷) عصب‌شناس اتریشی نامگذاری شده است.